# César García Puente
César Martín García Puente (24 de septiembre de 1925 en Charata, Chaco -  29 de junio de 2012 en Buenos Aires, Argentina) Fue un abogado y Político perteneciente a la Unión Cívica Radical, Fue diputado provincial y candidato a gobernador de Buenos Aires en 1973.

## Biografía
César García Puente nació en Charata (Chaco) pero militó desde joven en la Unión Cívica Radical de la localidad bonaerense de Arrecifes, logrando varios cargos partidarios. En 1963 logró ser electo para el cargo de Diputado de la provincia de Buenos Aires y fue el presidente del bloque radical en la cámara siendo la espada del gobernador Anselmo Marini hasta el golpe de 1966. 

### Presidente de Comité Provincial y Candidato a Gobernador
En 1972 es elegido presidente del Comité de la Provincia de Buenos Aires de la Unión Cívica Radical además de ser elegido candidato a gobernador para las Elecciones provinciales de Buenos Aires de 1973 donde resultó en segundo lugar con el 20,40% de los votos, su compañero de fórmula fue el intendente de Alberti, Raúl David Vacarezza Con quien junto ganó las internas partidaria anteriormente a la formula Armendariz-Edison Otero. García Puente siempre milito en la Línea Nacional y era una de las promesas del Balbinismo, además de ser amigo de Ricardo Balbín.
En 1983 a pesar de sus diferencias con Raúl Alfonsín el presidente lo nombró al frente de la empresa de distribución de energía eléctrica Hidronor S.A. (Hidroeléctrica Norpatagonia) en ese entonces de mayoría accionaria estatal.
Fue parte de la campaña de Ricardo López Murphy para las Elecciones presidenciales de Argentina de 2003.
Falleció a los 86 años el día 29 de junio de 2012.